# Сипайлова Людмила Мефодіївна
Людмила Мефодіївна Сипайлова (06.04.1935, Київ — 19.02.2005) — радянська та українська геоботанік і музейниця. Кандидат біологічних наук (1983). Старша наукова співробітниця Ботанічного музею в складі Національного науково-природничого музею НАН України. У 1960-х і 1970-х роках розробила наукові та експозиційні принципи створення цілком нової експозиції Ботанічного музею. Співавторка науково-популярної книги «У царстві флори» та путівника по Ботанічному музею (кілька видань).
З 1967 до 2002 року працювала в Ботанічному музеї Науково-природничого музею НАН України.
Брала участь у численних експедиціях у різні регіони СРСР (Кавказ, Середня Азія, Далекий Схід). Учасниця 9-го та 18-го рейсів науково-дослідного судна «Дмитро Менделєєв» (1973 і 1976 рр.) і 24-го рейсу НДС «Академік Вернадський» (1981). У цих експедиціях були зібрані багаті гербарні колекції, розроблені проєкти діорам, вітрин, біогруп, виготовлені кілька тисяч натурних експонатів, сотні фотографій, карт і текстів, які були покладені в основу експозицій музею. 1969 року була відкрита перша, а 1973 року друга черги Ботанічного музею.
Спершу вивчала сінокоси та пасовища різних регіонів України, розробляла заходи з їхнього покращення та раціонального використання. Згодом досліджувала рослинність заплавних лук Лівобережного Полісся, що стало предметом її кандидатської дисертації на тему: «Заплавні луки Лівобережного Полісся УРСР, шляхи їх покращення та раціонального використання» (науковий керівник — Юрій Шеляг-Сосонко), яку захистила 1983 року. Сипайлова вперше подала фітоценотичну характеристику лучної рослинності заплав регіону, встановила видовий склад (521 вид судинних рослин), виявила нову для України формацію Caricetea hartmanii, запропонувала флористичну класифікацію заплавних лук регіону, розробила господарську класифікацію з рекомендаціями для покращення та раціонального використання, дослідила основні напрямки змін лучної рослинності, склала схематичні карти та запропонувала цінні ділянки для організації заказників.
Описала нові синтасони, результати критико-таксономічного опрацювання деяких родів опублікувала в книзі «Определитель высших растений Украины» (1987), а для
зведення «Хорология флоры Украины» (1986) підготувала узагальнені відомості та карти поширення видів родів Stellaria L. і Gladiolus L.
Багато уваги приділяла популяризації ботанічних знань: проводила екскурсії в музеї, виступала з науково-популярними лекціями. 1975 року разом з Дариною Доброчаєвою та Борисом Заверухою видала «Путівник по експозиціях Ботанічного музею», який перевидали 1980 і 1982. За матеріалами експозицій автори підготували також два видання науково-популярної книги «У царстві флори» (1978, 1982).
Похована у Києві на Берковецькому кладовищі.